# Кулинский, Томаш Теофил
То́маш Тео́фил Кули́нский (пол. Tomasz Teofil Kuliński, 12 декабря 1823 года — 8 января 1907 года, Кельце, Польша) — католический прелат, епископ Кельце с 15 марта 1883 года по 8 января 1907 год.

## Биография
12 августа 1849 года Томаш Теофил Кулинский был рукоположен в священника.
23 февраля 1872 года Римский папа Пий IX назначил Томаша Теофила Кулинского титулярным епископом Саталы Армянской. 21 сентября 1872 года состоялось рукоположение Томаша Теофила Кулинского в епископа, которое совершил могилёвский архиепископ Антоний Фиалковский в сослужении с титулярным епископом Антедона и вспомогательным епископом могилёвской архиепархии Ежи Исавзкевичем и титулярным епископом Еленополиса Битинийской Александром Казимежем Гинтовтом-Дзевальтовским.
Скончался 8 января 1907 года в городе Кельце.